# 養浜

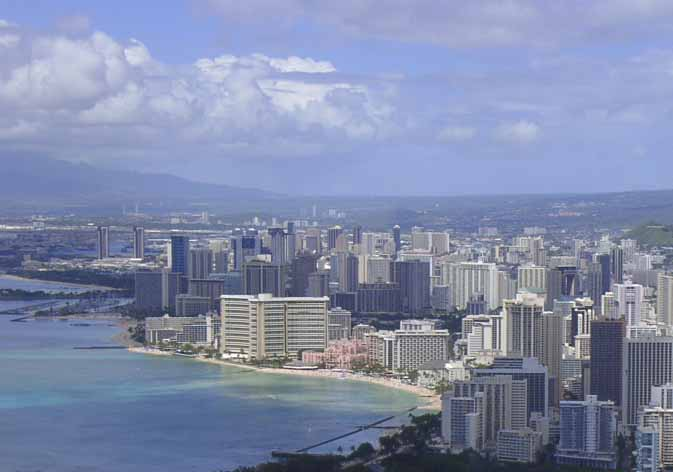
ダイヤモンドヘッドから望むワイキキビーチ。人工的な砂浜の規模が良く把握できる。

養浜（ようひん）は、露岩もしくは侵食傾向にある海岸線に砂を寄せて砂浜を造成すること。防災や観光地の維持保全の目的で行われる。

## 概要
古くは1950年代に、アメリカ合衆国のワイキキ・ビーチで、観光に適した海岸を造成するために、カリフォルニア州から白色の高い砂を移送し造成する工事が行われている。日本では、1960年代から活発になったダム開発、河川改修などで、海洋へ流出する砂が偏在または減少するようになり侵食傾向が顕在化。1990年代以降は、各地の海水浴場を中心に養浜が行われるようになった。

## 手法

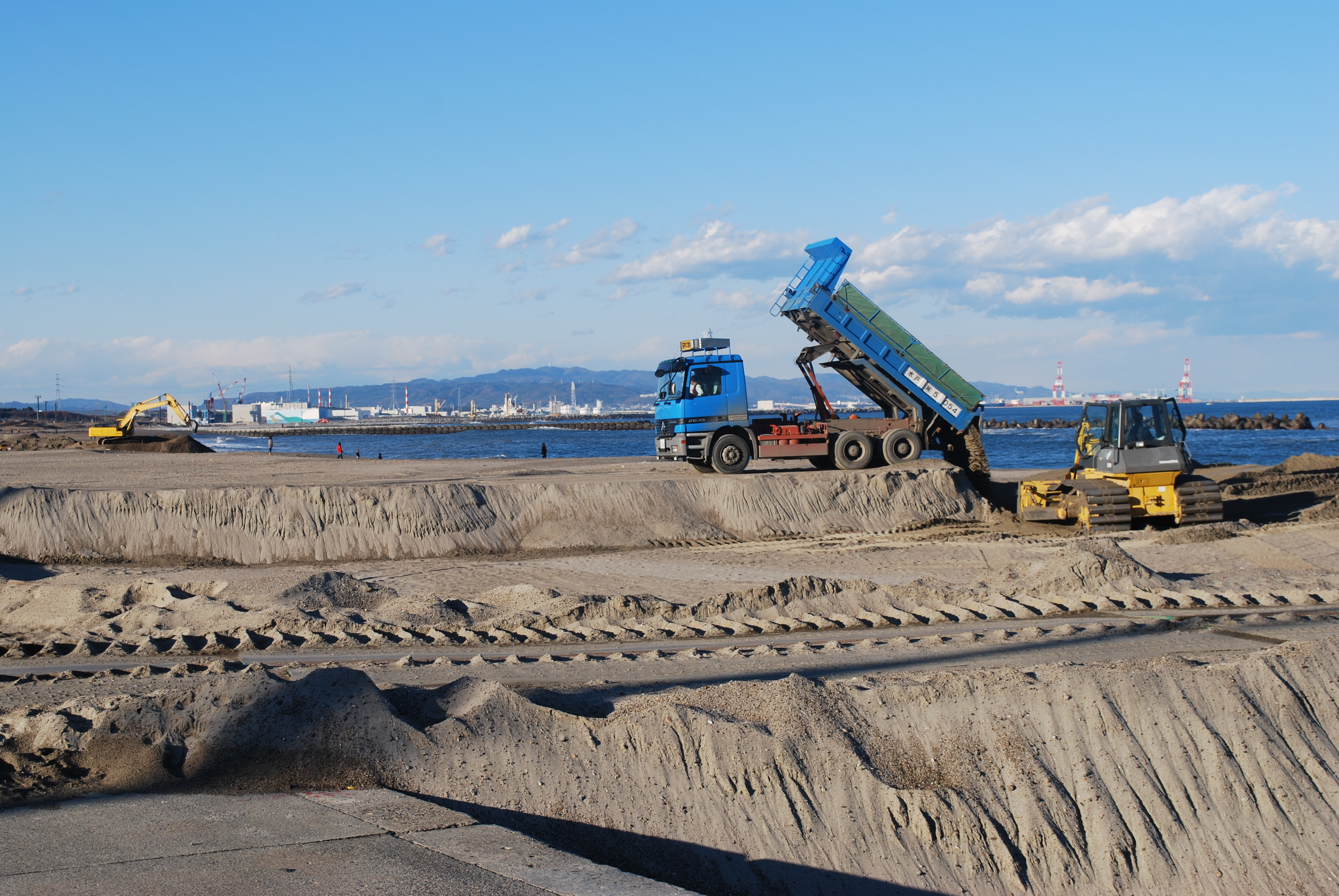
阿字ヶ浦海岸（茨城県ひたちなか市）で行われている砂の投入

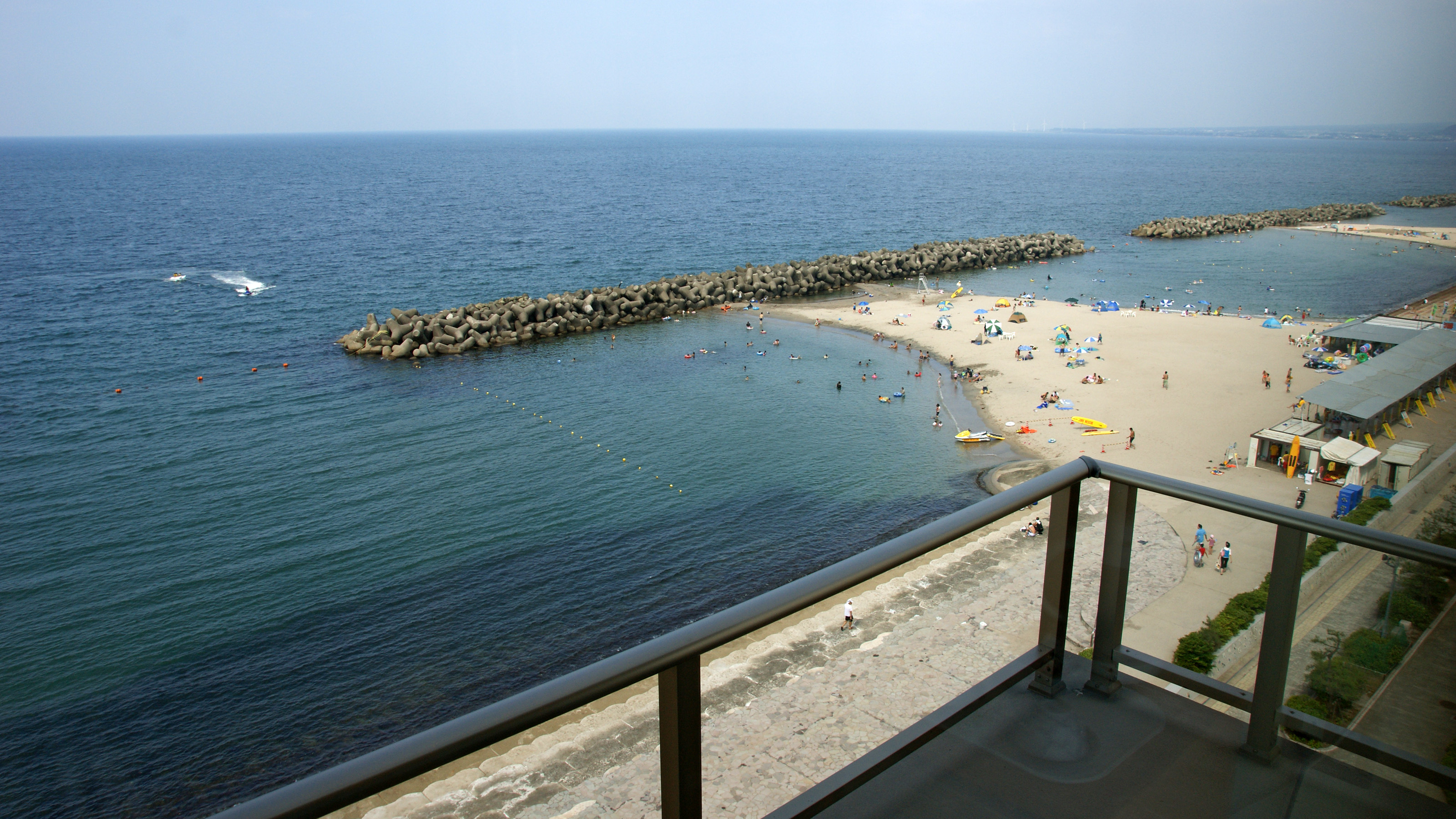
皆生海岸（鳥取県）で行われている離岸堤による養浜

侵食傾向にない近隣の砂浜から移送するのが最も原始的かつ確実であるが、根本的な解決は潮の移動による侵食を抑えることが必要。日本では海岸線から直角方向の沖合に向かって消波ブロックを並べる突堤、または海岸線と並行に消波ブロックを並べる離岸堤が設置されることが多い。近年では天橋立や遠州灘において、海水と一緒に砂を吸い上げてパイプで移動させるサンドバイパスという手法も開発されている。